# Saloumdeltat
Saloumdeltat är floden Saloums floddelta beläget i Senegal där floden mynnar ut i Atlanten. Deltat omfattar ett område på 500 000 hektar.

## Ett världsarv
2005 blev deltat uppsatt på Senegals förhandslista (tentativa lista) över objekt man överväger att nominera till världsarv.. Detta omfattar 9 skogsreservat, Saloumdeltats nationalpark, 2 marinreservat samt 2 naturreservat två marina skyddade områden (Joal marinreservat och Bamboung marinreservat) och två naturreservat (Palmarin naturreservat och Somone naturreservat). 24 juni 2011 fick Saloumdeltat världsarvsstatus